# Rejon renijski
Rejon renijski – była jednostka administracyjna wchodząca w skład obwodu odeskiego Ukrainy.
Rejon utworzony w 1969, ma powierzchnię 861 km² i liczy około 38 tysięcy mieszkańców. Siedzibą władz rejonu jest Reni.
Na terenie rejonu znajdują się jedna miejska rada i siedem rad wiejskich, obejmujących siedem miejscowości.

## Miejscowości rejonu
- (Долинське)
- (Котловина)
- (Лиманське)
- (Нагірне)
- (Новосільське)
- (Орлівка)
- (Плавні)
- Reni (Рені)